# Tylophora yunnanensis
Tylophora yunnanensis (Oa nhi đằng Vân Nam) là một loài thực vật có hoa trong họ La bố ma. Loài này được Schltr. miêu tả khoa học đầu tiên năm 1913.